# Zum Lindwurm

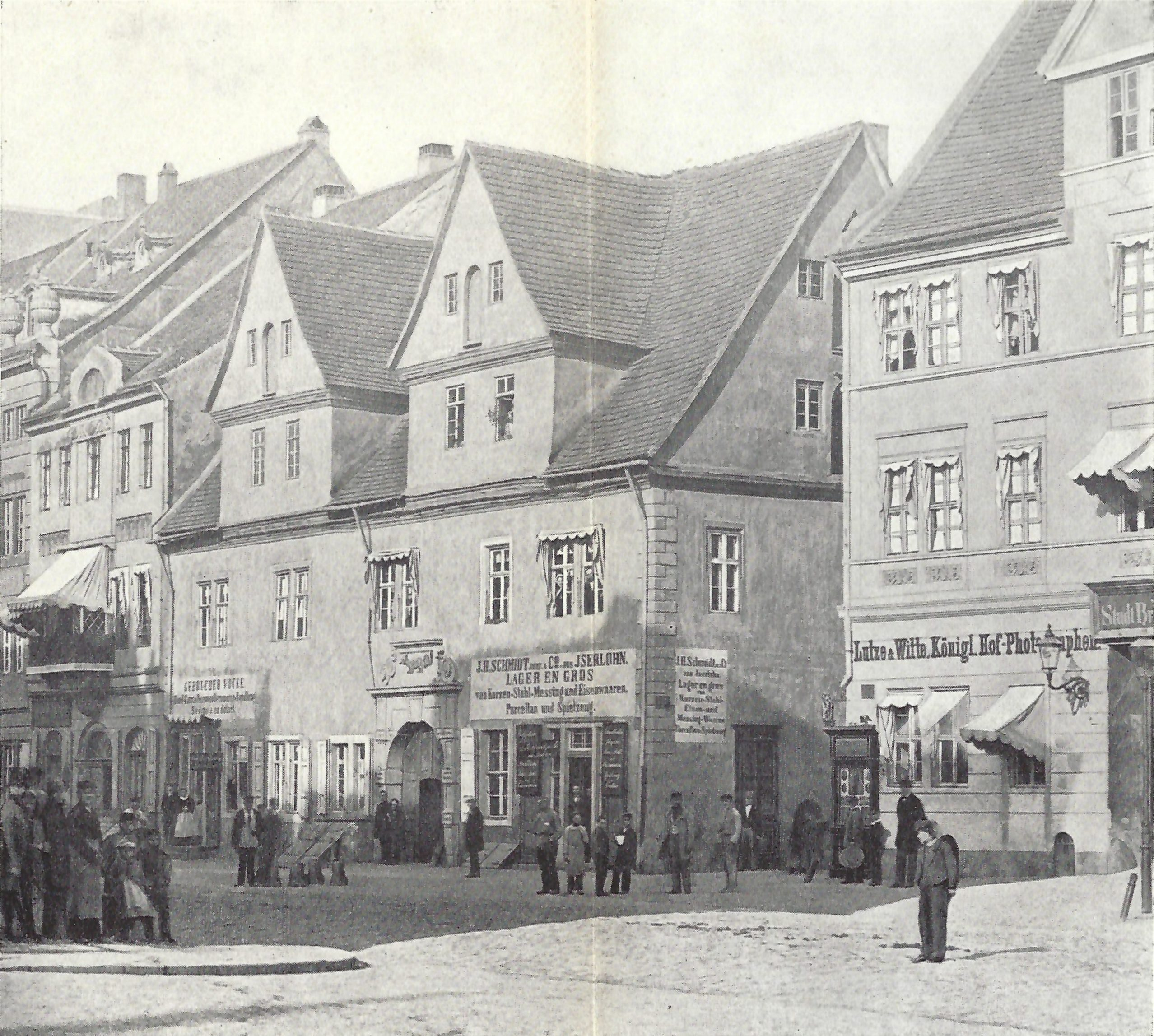
Haus Zum Lindwurm, Blick von Nordosten, 1877 oder früher

Das Haus Zum Lindwurm war ein bekanntes historisches Wohn- und Geschäftshaus in Magdeburg im heutigen Sachsen-Anhalt. Es wurde 1912 abgerissen.

## Lage
Das Gebäude befand sich in der Magdeburger Altstadt an der Adresse Breiter Weg 141 auf der Westseite des Breiten Wegs. Unmittelbar nördlich des Hauses mündete die Schulstraße auf den Breiten Weg ein. Heute befindet sich der Bereich in etwa südlich der Einmündung der Julius-Bremer-Straße auf den Breiten Weg.

## Geschichte
Anfang des 16. Jahrhunderts gehörte das Brauhaus dem Kämmerer Ebeling Alemann. Alemann hatte den Drucker Michael Lotter veranlasst seine Werkstatt von Wittenberg nach Magdeburg zu verlegen. Lotters Druckerei befand sich 1529/1531 im Haus. Ebeling Alemann verstarb 1543. Für 1550/1551 ist der Kämmerer Moritz Alemann als Eigentümer belegt. Von Januar bis November 1551 hatte er während der Belagerung der Stadt Magdeburg den von Magdeburger Truppen bei einem Ausfall gefangen genommenen Herzog Georg zu Mecklenburg im Haus Zum Lindwurm zu Gast. Die Schöppenchronik nennt für 1551 als Ort der anständigen Haft Moritz Alemans haus zum lintwurm.
In der Zeit um 1560 gelangte das Haus in das Eigentum der Kaufleute-Brüderschaft. Zu diesem Zeitpunkt bestand das Gebäude wohl nur aus dem nördlichen Teil an der Ecke von Breitem Weg und Schulgasse. Im Gebäude wurde gebraut. Darüber hinaus bestand ein Garten.

### Hypothekenstreit von 1560
Mit dem Eigentum waren jedoch auch finanzielle Probleme verbunden. In einem Senatsdekret vom 30. Oktober 1560 wird ausgeführt, dass die Kaufleute-Alterleute die Zinsen einer Hypothek, die scheinbar auf sie gemeinsam mit dem Haus übergegangen war, seit vier Jahren nicht bezahlt hatten. Gläubiger war Martin Alemann, der zuvor 125 Goldgulden an Johann Berndes, den Kaplan der Ulrichskirche oder die Ulrichskirche selbst, gegeben hatte. Berndes oder die Kirchgemeinde dürften damit zuvor Eigentümer gewesen sein. Die Hypothek war jährlich mit sechs Gulden und einem Ortsgulden zu verzinsen.
Da die Kaufleute sich weigerten die übernommene Hypothek zu bedienen, lud der Rat die Streitparteien in das Magdeburger Rathaus vor. Für die Alemannschen Erben wurde als Bevollmächtigter der Notar Melchior Gebhard geladen. Die Kaufleute-Brüderschaft erschien jedoch nicht zum Termin. Auf Gebhards Antrag wurden die Kaufleute noch zwei Mal zur Zahlung aufgefordert. Allerdings vergeblich. Der Rat erkannte daraufhin die eingeklagten, rückständigen 108 Gulden als berechtigt an und drohte mit der Zwangsvollstreckung in das Haus. Daraufhin zahlten die Kaufleute die Forderung und die Gerichtskosten. 1569, während der Streitigkeit, lebte ein Michel Norbaum im Haus.

### Zerstörung von 1631 und Wiederaufbau
Für das Jahr 1631 ist Hans Meyer als Mieter oder Hausverwalter des Gebäudes überliefert. Bei der Zerstörung Magdeburgs im Jahr 1631 wurde das Gebäude wohl stark beschädigt, oder zerstört zumindest lag das Gebäude noch 1648 wüst. Kurze Zeit später wurde es von der Kaufleute-Brüderschaft bebaut und im Haus auch gebraut. Am 10. August 1654 lieh sich die Kaufleute-Brüderschaft zum Ausbau des Hauses Zum Lindwurm zu zuvor bereits geliehenen 600 Reichstalern weitere 400 Reichstaler von Frau Margarete Koch. Als Laufzeit des Darlehens wurden zwei Jahre zu einem Zinssatz von 6 % vereinbart. Als Sicherheit erhielt Margarete Koch, Witwe von Hans Hasselig, neu verheiratet mit Dietrich Wolten, Zugriff auf alle Güter der Brüderschaft, insbesondere jedoch auf das Haus Zum Lindwurm. Die Finanzierung des Wiederaufbaus war für die Brüderschaft offensichtlich problematisch. Am 6. März 1656 wurde beschlossen, von jedem Mitglied, bis über das Jahr 1657 hinaus, für bestimmte Produkte eine Umlage zu erheben. So wurde z. B. auf jeden Wispel Getreide ein Groschen, auf jede Last Heringe, Honig oder Kreide drei Groschen und auf jeden halben Ballen brasilianisches Holz und Baumwolle sechs Groschen erhoben. Bis zum 3. April 1657 nahm die Brüderschaft so 173 Taler, vier Groschen und zwei Pfennige ein. Die erste Versammlung der Kaufleute-Brüderschaft im Gebäude fand am 5. Oktober 1654 statt.
In den Jahren 1651/1653 lebten im Haus Melchior Herlitz und Paul Paris. 1654 wurde das Gebäude, soweit die Räumlichkeiten nicht von der Kaufleute-Brüderschaft benötigt wurden, an den Kaufmann bzw. Brauer Jobst Böckmann für 75 Taler jährlich vermietet, der eine Brauerei betrieb. Er kaufte für 398 Reichstaler und zwei Groschen Braugefäße. Die Kosten durfte er von der Miete absetzen, so dass die Utensilien in das Eigentum der Brüderschaft übergingen. In der hohen Morgensprache vom 1. März 1660 entschloss man sich zu einer dreijährigen Vertragsverlängerung. Zugleich wurde die Miete auf 100 Taler angehoben. Eine Forderung Böckmanns auf Bau eines Stalls lehnte die Brüderschaft mit Verweis auf Geldmangel ab. Letztlich erhielt Böckmann die Erlaubnis den Stall selbst zu bauen, die Miete wurde ihm dafür auf 90 Taler ermäßigt.
Böckmann richtete hier 1658 als städtischer Postmeister eine Post ein. Am 6. Juli 1660 verhängte die Brüderschaft gegen Böckmann eine Strafe von fünf Talern, da er wohl aus Neugier die immer verschlossene Tür zur nur den Brüdern zugänglichen Konventstube der Brüderschaft aufgebrochen hatte. Der Eckladen des Hauses wurde am 30. Juli 1653 an Simon Beckenstein und Christian Gerlach vermietet, die planten ab 1654 eine Buchhandlung zu eröffnen. Der Mietvertrag lief über sechs Jahre. Als Miete für den Gesamtzeitraum waren 110 Reichstaler vereinbart, von denen 100 Taler sofort und die restlichen zehn erst zum Ende fällig wurden. Bereits 1664 ging der Laden jedoch an den Buchhändler Jakob Ficke. Die Kombination aus Post und Buchladen führte 1664 zur Gründung der Magdeburgischen Zeitung. Der Vertrag mit Böckmann wurde am 5. Juni 1665 für weitere drei Jahre verlängert. Die Miete betrug nun 110 Taler, zugleich erfolgte das Versprechen, dass der Stall nun doch errichtet würde. Spätestens 1667 wurde Böckmann auch kurbrandenburgischer Postmeister, in der Morgenansprache vom 26. März 1667 wurde er erstmalig als Bürger, Brauer und Churfürstl. Brandenburgischer bestallter Postmeister bezeichnet. Zugleich wurde der Vertrag erneut um drei Jahre für 120 Taler verlängert. Böckmann war zu diesem Zeitpunkt mit der Miete für ein halbes Jahr im Rückstand. er schlug vor die Schulden durch die Lieferung von zehn Fass Bier zu bezahlen, was die Brüderschaft jedoch als unanständig ablehnte. In den Vertrag wurde erstmalig eine Kaution für Feuer und sonstige Schäden eingefügt. Böckmann verstarb noch 1667. Seine Witwe versuchte den Vertrag zu übernehmen, ein Clemens Peter bot jedoch 140 Taler, inklusive des Buchladens.

### Vertrag und Streit mit Clemens Peter
Dieser neue Vertrag galt ab Michaelis (29. September) 1668. Als Sicherheit für etwaige Schäden an der Mietsache haftete Peters Haus in der Krebsstraße. Er war außerdem dazu verpflichtet, den Laden ausschließlich als Buchladen zu nutzen. Es folgte eine Verlängerung des Vertrages bis Michaelis 1678, die Miete belief sich auf 100 Taler für 6 Jahre. Da Clemens Peter zwischenzeitlich Kurbrandenburgischer Amtmann in Burgstall geworden war und sich nicht mehr in Magdeburg aufhielt, informierte ihn die Brüderschaft am 3. März 1678, dass geplant sei, das Haus anderweitig neu zu vermieten. Außerdem habe er ungenehmigte bauliche Veränderungen vorgenommen und wurde an rückständige Miete gemahnt. Am 7. Mai 1678 brachte die Brüderschaft einen Anschlag am Tor an, dass Mietangebote beim Altermann Friedrich Bünger abgegeben werden könnten. Als neuer Mieter fand sich der Bürger, Brauer und Kaufmann Martin Richter. Er mietete von Michaelis 1678 bis Michaelis 1681 für 120 Taler das gesamte Anwesen, mit Ausnahme der Bereiche, die Peter neu errichtet bzw. verändert hatte. Für etwaige Schäden haftete sein Schwiegervater, der kurfürstliche Brandfaktor Koepke. Clemens Peter erhob gegen diesen neuen Vertrag Einspruch und verwies darauf, dass ihm ursprünglich ein Vorrang für den Fall eingeräumt worden war, dass er selbst weiter mieten wollte. Die Brüderschaft wies auf seine Verfehlungen in der Mietzeit hin und sah sich daher nicht an diese Vereinbarung gebunden. Da Peter den Lindwurm nicht räumte, wurden seine Sachen durch einen Notar festgestellt, in andere Räumlichkeiten verbracht und dort versiegelt. Peter reagierte empört und erschien am 4. November 1678 mit seinem Vogt am Haus und ließ mit einer Axt das Schloss abschlagen. Er fuhr den Wagen herein und ließ die Pferde in den Stall bringen. Außerdem entfernte er die Siegel und brachte seine Sachen zurück in die Stube. Letztlich drang er auch in die große Konventstube der Brüderschaft ein, wo er ein paar geladene Pistolen auf den Tisch legte und an die Wand hängte. Die Kaufleute-Brüderschaft erhob daraufhin Klage wegen Hausfriedensbruch und Sachbeschädigung. Am 6. November 1678 einigten sich die Parteien jedoch auf einen Vergleich. Die Brüderschaft erklärte sich bereit, die von Peter bereits vorausbezahlten 300 Taler sofort zurückzuzahlen. Peter verpflichtete sich zur Räumung nur unter Mitnahme seines Hausrates. So konnte der Mietvertrag mit Martin Richter durchgeführt werden.
Der Vertrag mit Richter wurde am 14. März 1681 um weitere drei Jahre, bis Michaelis 1684, verlängert. Den hintersten Teil des Gebäudes, der sogenannte Ochsenstall, durfte Richter ohne Erlaubnis nicht bebauen oder reparieren. Die Brüderschaft wollte diesen Teil eingehen lassen. Eine weitere Verlängerung erfolgte bis Michaelis 1687, wobei die Miete von 120 auf 110 Taler gesenkt wurde. Martin Richter verglich sich am 27. Januar 1690 vor versammelter Bank der Brüderschaft zu finanziellen Angelegenheiten. Er hatte der Brüderschaft 500 Taler geliehen und sich eine Forderung, die Johann Köpke in Höhe von 100 Talern gegen die Brüderschaft hatte, abtreten lassen. Seine Forderung sollte mit der bis 1695 in Höhe von jährlich etwa 110 Talern verrechnet werden.
1692 ergab sich eine Steuerstreitigkeit bezüglich des Hauses mit der Stadt. Der Rat forderte für das Haus Zum Lindwurm einen Schoß in Höhe von 425 Talern und 20 Groschen für die Zeit in der Martin Richter das Haus gemietet hatte. Am 7. April legte die Brüderschaft dagegen Verwahrung ein, in der sie sich drastisch gegen die Forderung zur Wehr setzte und sich auf eine althergebrachte Schoßfreiheit berief, die auch für andere Innungs- und Gildehäuser gelte. Lediglich ein Anteil an erhobenen Strafgeldern sei gerechtfertigt. Der Ausgang des Streits ist nicht überliefert.
Nach dem Tod des Mieters Martin Richter hatte seine Witwe das Recht den geleisteten Vorschuss noch abzuwohnen. Trotzdem wurde am 4. Januar 1698 ein vierjähriger Mietvertrag mit dem Bürger und Kaufmann Caspar Lenhoff geschlossen. Als Mietzins wurden jährlich 150 Taler vereinbart, wobei jeweils zwei Jahre im Voraus zu zahlen waren. Die Brüder behielten sich neben der Nutzung der Konventstube auch die Nutzung der kleinen Stube im Hof vor, um bei Treffen der Bankherren nicht immer die Große Stube heizen zu müssen. Als Bürge für etwaige Schäden diente der Magdeburger Kaufmann und Bürger Gerhard Heukenkamp.
Bis in die Zeit um 1700 gehörte auch ein Haus zur Großen Schulstraße hin zum Anwesen. Mit der Anlegung der Stiftstraße im Westen, anlässlich der Vergrößerung des Georgenstifts, reichte das Gebäude nicht mehr ganz so weit in die Große Schulstraße hinein. Eigentümer dieses Hauses war von 1722 bis 1749 Zacharias Reichel.
Der Mietvertrag mit Lenhoff wurde zunächst um weitere vier Jahre bis Michaelis 1706 verlängert, wobei die Miete auf 200 Taler jährlich angehoben wurde. Lenhoff blieb auch danach langjähriger Mieter. Ab 1712 betrug die Miete nur noch 150 Taler.

### Streit um den Garten 1711/1712
An das Grundstück Zum Lindwurm grenzte eine Tabakfabrik, die sich erweitern wollte, was die Brüderschaft jedoch ablehnte. Der Königliche Tabakfabrikant Philipp Schwartz (andere Angaben: Schwartze) wandte sich daher am 29. August 1711 an den preußischen König Friedrich I. mit der Bitte, dass dieser gegenüber der Kaufleute-Brüderschaft anordnen möge, dass sie ihm einen hinter dem Haus liegenden wüsten Platz billig abtreten solle. Die Ausdehnung der Fabrik erfolge letztlich im Interesse des Königs. Die Brüderschaft wandte sich dagegen. Es gebe keinen wüsten Platz. Bei der Fläche handele es sich um die ursprünglich hintere Ausfahrt des Grundstücks, die zu einem Garten umgestaltet worden wäre, da der letzte Mieter keine Wirtschaft, sondern Handel geführt habe und ihm insofern die Einfahrt vom Breiten Weg her genügte. Der Lindwurm besäße aber weiterhin eine Wirtschafts-Gerechtigkeit, die man auch nicht aufgeben wolle. Die Brüderschaft führte an, dass diese Frage auch schon einmal mit dem Vorbesitzer streitig gewesen wäre. Generalleutnant von Börstel und Hofrat von Steinheuser hätten sich damals von der Richtigkeit der Auffassung der Kaufleute Brüderschaft überzeugt. Das Problem liege letztlich daran, dass Schwartz sich nicht ein anderes größeres Grundstück gesucht hätte, von denen es in Magdeburg genug gebe. Die Brüderschaft habe nun mehr jedoch die Absicht, den Garten zu bebauen. Der König entschied, dass Schwartz das Grundstück nicht erhalten solle, soweit die Brüderschaft tatsächlich bis zum Frühjahr 1712 den Garten bebaue. So hatte die Brüderschaft sich zunächst durchgesetzt. Letztlich verkaufte sie dann jedoch am 30. März 1712 die Fläche doch an Philipp Schwartz, der auch Mitglied der Brüderschaft war, für 550 Taler und einen silbernen Becher mit einem Wert von zwölf Talern. An ihn fielen auch alle Mauern und Gebäude, die sich auf dem Areal befanden. Ausgenommen waren nur die Bäume, die Eigentum der Brüderschaft blieben. Die Grundstücke sollten durch eine Mauer getrennt werden, deren Errichtung auf gemeinsame Kosten erfolgen sollte. Schwartz war wohl in guten wirtschaftlichen Verhältnissen, er zahlte die Summe bar.
Der Garten zog sich auch hinter die etwas weiter südlich liegenden Häuser Breiter Weg 142 (Zur Bleckenburg) und 143 (Zum schwarzen Bock) hin. Philipp Schwartz(e) errichtete auf dem von ihm angekauften Grundstück ein Hinterhaus. Die Brüderschaft plante zugleich ein weiteres Areal hinter dem Lindwurm selbst zu bebauen. Nach einem Kostenvoranschlag des Zimmermeisters Hans Christoffel Schmid handelte es sich um einen kleinen zweigeschossigen Fachwerkbau für den Kosten von 427 Reichstalern und 12 Groschen veranschlagt wurden. Das Haus sollte 26,5 Ellen lang und 15 Ellen breit werden, sowie vier Stuben, acht Kammern, vier Küchen, ein Hausflur, ein Vorsaal und zwei Dachböden umfassen. Im ersten Geschoss war ein Erker geplant. Zum Bau kam es jedoch letztlich nicht, stattdessen veräußerte die Brüderschaft auch diese Fläche. Käufer war der Bürger und Maurergeselle Zacharias Reichel. Der Kaufpreis betrug 125 Taler. Als Gottespfennig wurden 16 Groschen an den regierenden Altermann gegeben.
Das Mietverhältnis wurde bis 1724 mit Lenhoff fortgesetzt. Ihm folgte Bartolomäus Peter Lohse als Mieter nach, der 1724 zunächst für 192 Taler auf drei Jahre mietet. Als seine Bürgin fungierte des Pächters Eheliebste Frau Katharina Margarete Lohse, geborene Gödicke. Lohse blieb bis 1747 Mieter, wobei die Miethöhe variierte. 1727 waren es 180 Taler, 1730 165 Taler und dann von 1733 an 155 Taler.
1747 wurde die Vermietung seitens der Kaufleute-Brüderschaft in Intelligenzblättern ausgeschrieben und letztlich am 22. November 1747 an den Höchstbietenden Nicolaus Fritze vorgenommen. Er mietete für zunächst sechs Jahre inklusive der Braugefäße für 161 Taler jährlich, die halbjährlich im Voraus zu zahlen waren.

### Beschreibung des Gebäudezustandes von 1758
Eine Beschreibung der baulichen Situation des Hauses ist vom 4. April 1758 überliefert, wobei davon ausgegangen wird, dass dieser Zustand bereits seit längerer Zeit bestand. Ein Zugang zum Haus über einen Torweg bestand vom Breiten Weg her. Rechts hiervon bestand eine neu erbaute Ladenstube, mit einem Fenster zur Schulgasse. Danach schlossen sich wohl weitere fünf kleine Fenster zur Gasse hin an. Links des Ladens, zwischen Laden und Torweg, bestand ein weiteres Fenster. Der Laden verfügte auch über eine direkt auf die Straße führende Tür. Eine weitere Tür führte in den Hausflur. Für den Laden bestand ein Schutz durch ein Wetterdach. Hinter dem Laden schloss sich die Küche an. Links im Haus lag eine große Stube mit drei Fenstern und eine kleine Stube mit einem Fenster und Laden. Zum oberen Geschoss führte eine Treppe. Sie verfügte über ein Geländer mit gedrehten schwarzen Säulen und einen in der Mauer befindlichen, zweitürigen Bettschrank.

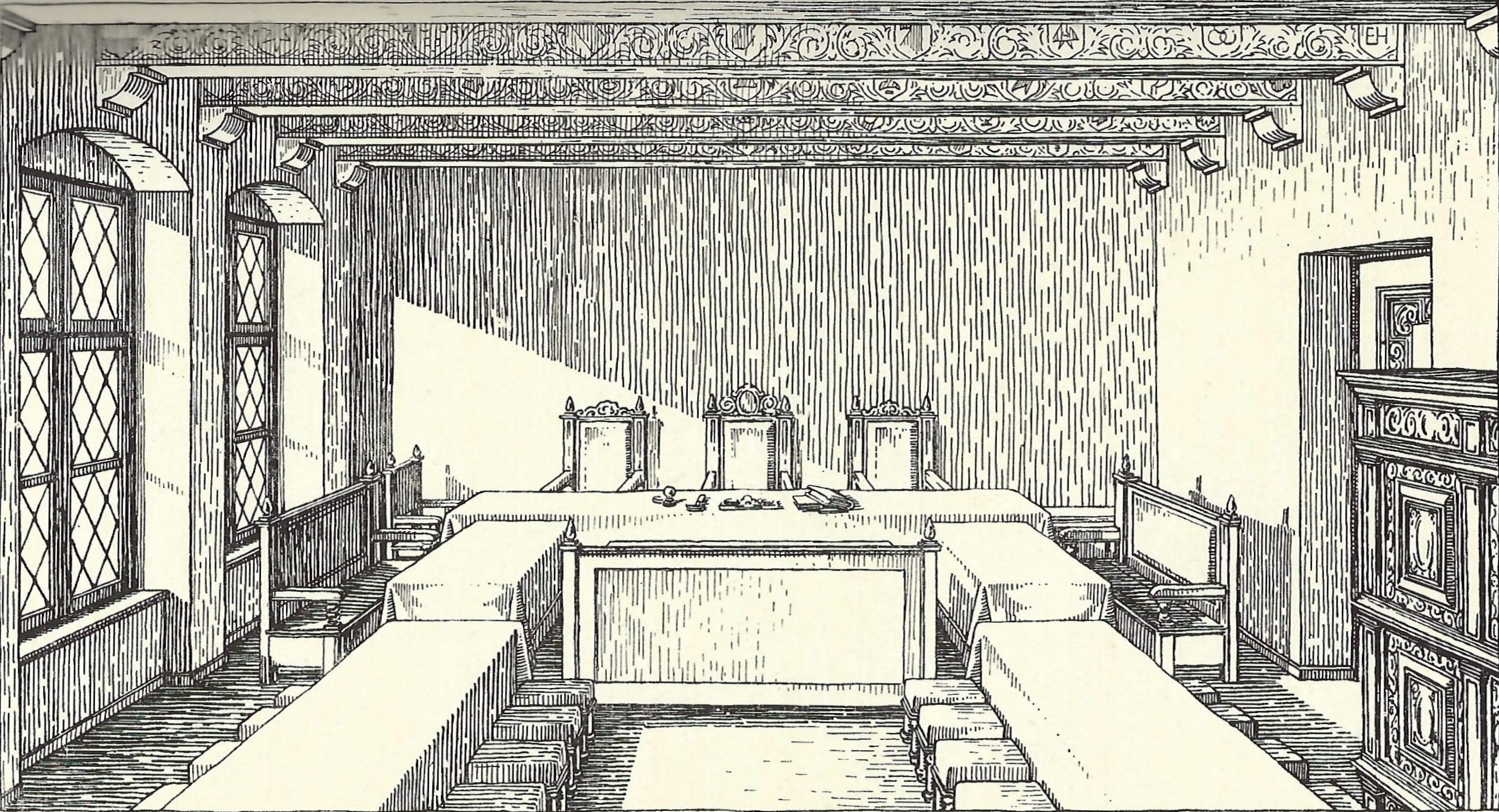
Zeichnerische Rekonstruktion der Innungsstube nach der Beschreibung des Gebäudezustands von 1758

Der Torweg führte durch das Haus bis auf den Hof. Über eine Wendeltreppe erreichte man den Vorsaal. Bei der Treppe hingen oben am Balken 15 Feuereimer aus Leder. Durch den Vorsaal gelangte man rechts zur als Versammlungsort der Kaufleute-Brüderschaft dienenden Oberstube. Sie nahm das ganze obere Geschoss ein und war bemalt. Zum Breiten Weg hin gingen große Doppelbogenfenster. In der Oberstube befand sich ein großer eiserner Ofen mit einem neuen Kachelaufsatz. Im Raum stand eine lange, aus Tannenholz gefertigte Tafel. Die grüne Tischdecke war mit Fransen verziert. Hinter der Tafel standen drei Prunkstühle, die für die Alterleute vorgesehen waren. Vor der Tafel befanden sich fünf Tische aus Ahornholz, ebenfalls mit grünen Tischdecken versehen und drei Lehnbänke für die Bankherren. Außerdem standen dort ebenfalls aus Tannenholz gefertigte, mit Tuch bespannte Schemel, auf denen die Innungsverwandten sitzen konnten. In Greifnähe des regierenden Altermanns befand sich die Lade. In ihr wurden die Willkür, das Mitgliederverzeichnis, die Kassenbücher, die Protokolle, die Geburtsbriefe und das Lehrlingsbuch aufbewahrt. Vor dem regierenden Altermann lag neben dem Innungssiegel auch ein Hammer, mit dessen dreimaligem Klopfen Ruhe eingefordert werden konnte. Für Zeiträume ab 1794 ist die Verwendung einer Glocke statt eines Hammers belegt. Auf dem Tisch standen zwei kunstvolle Leuchter. An der schmalen Seite des Tischs des Vorstandes saß der Protokollführer. Zunächst war dies einer der Brüder, ab dem 17. März 1653 dann ein Schreiber, später der Syndikus.

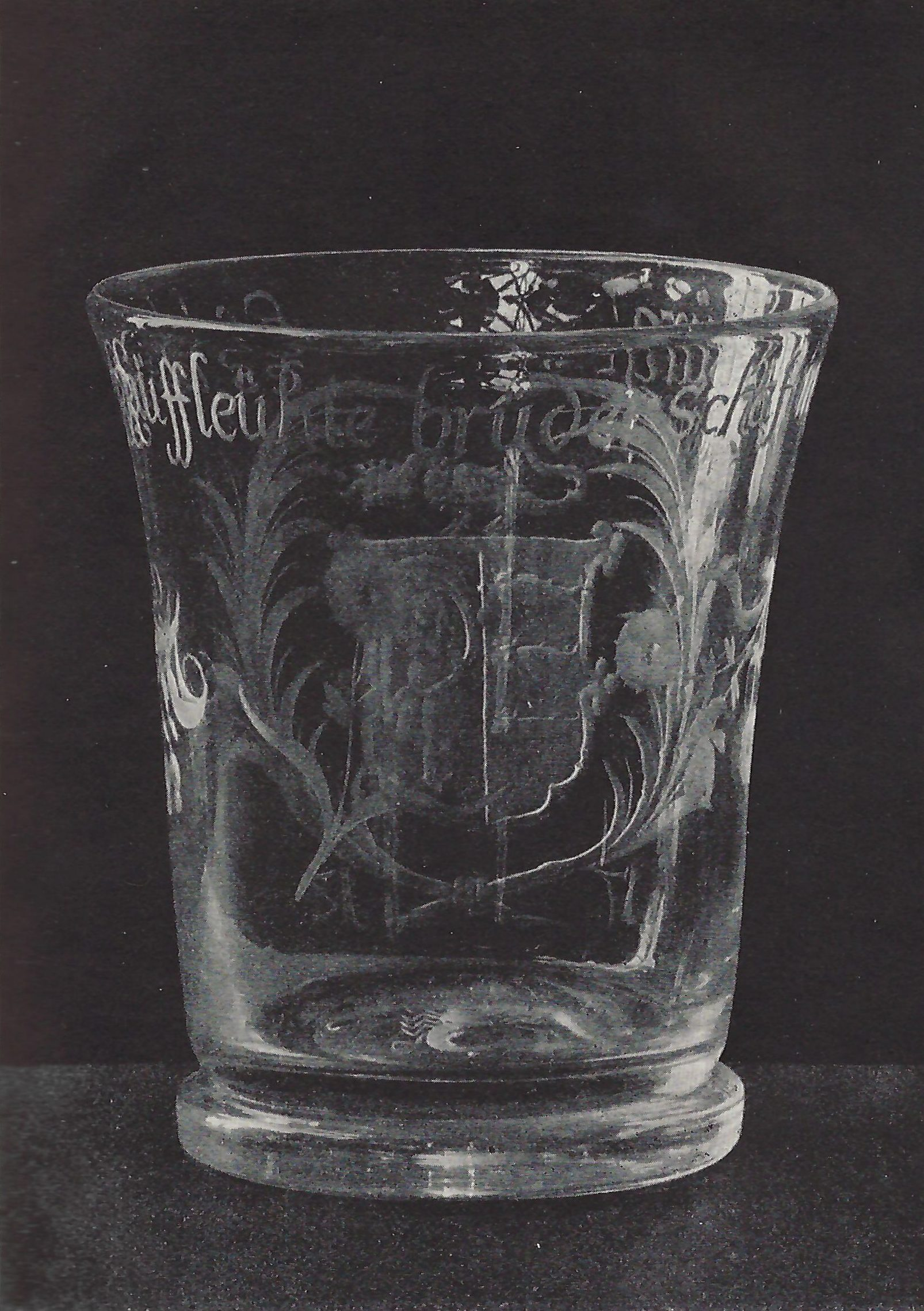
Glas von 1712 mit dem Wappen der Kaufleute-Brüderschaft

Außerdem befand sich in der Stube auch ein großer Schrank mit Flügeltüren. In ihm wurden sechs silberne, vergoldete Becher, ein Glaspokal mit dem Wappen der Brüderschaft, elf Weingläser aus Kristall, drei Sturzgläser, 24 Biergläser, 30 Zinnteller, vier Zinnleuchter, vier Lichtscheren und drei stählerne Lichtputzer verwahrt. In einem einfachen Schrank wurden Schriften und Belege aufbewahrt. Ein darüber hinaus vorhandener Schranktisch enthielt Blechlampen, Privilegien und Briefschaften. In der Stube wurde auch ein Brenneisen aufbewahrt, mit dem Braugefäße gebrannt wurden. Neu im Zimmer standen ein weiterer Tisch, ein Schwenkkessel aus Kupfer und ein Spiegel.
An der Decke befanden sich Querbalken, die mit 90 Wappen der Mitglieder der Brüderschaft versehen waren. Nach den Wappen der Alterleute folgten die der Bürgermeister, der Ratsmänner und letztlich der sonstigen Innungsverwandten. Für die Anbringung der Wappen wurden Gebühren erhoben, so nahm man 1794 dafür 42 Reichstaler ein. Die Oberstube wurde stets verschlossen gehalten.
Links vom Vorsaal lag eine neu errichtete Stube mitsamt Alkoven und einer kleinen Küche. Die Stube verfügte über zwei Doppel- und ein Einfachfenster. In der ersten Etage befanden sich noch vier Kammern. Zum Hof hin lag der Malzboden sowie eine Rauchkammer.
Links auf dem Hof stand eine Küche mit darüber liegender Schlafkammer für das Gesinde. Rechts auf dem Hof stand das Brauhaus, in das zwei Türen und sechs Luken führten. Das Brauhaus war mit den zum Brauen erforderlichen Gerätschaften ausgerüstet. Unter dem Keller befand sich noch eine Stube, eine Küche und drei Bierkeller.
Zwischen dem Haupthaus und dem Brauhaus war ein kleines Nebenhaus errichtet worden. Neben dem Haus stand ein Schuckebrunnen. In der Mauer war eine Doppeltür eingefügt, durch die man auf die Schulgasse gelangen konnte. Am Ende des Hofs, also zur Westseite des Grundstücks hin, stand rechts zur Schulgasse hin ein Kornhaus mit drei Böden. Im unteren Teil befand sich ein Packraum, der als Warenlager diente und über einen Torweg erreichbar war. Links lag ein mit einem Lattenzaun eingezäunter Garten sowie ein Gartenhaus. An den Garten grenzte ein Schuppen und ein Pferdestall, in den ein oder zwei Pferde eingestallt werden konnten. An den Stall grenzte das Malzhaus sowie die Darre.
Am 1. Dezember 1760 wurde für das Vorderhaus über 3000 Taler eine Feuerversicherung abgeschlossen. Das Brauhaus und das Nebengebäude wurden mit 1000 Talern versichert, in gleicher Höhe auch das Seitengebäude, in dem sich die Darre befand. Gegenüber dem Katasteramt wurde der Wert des Wohnhauses Zum Lindwurm mit 5500 Talern angegeben. Im Jahr 1760 wurde an der Einfahrt des Gebäudes eine große Armlaterne befestigt.
1764 übernahm der Kauf- und Handelsmann Johann Wilhelm Hagen den Lindwurm für zunächst sechs Jahre und 130 Taler jährlich zur Miete. Als Bürge fungierte der Kauf- und Handelsmann Jacob Giese. 1776 wurde der Vertrag bis 1782 verlängert und zugleich die Miete auf 110 Reichstaler ermäßigt. Am 15. April 1779 trat Joh. Philipp Hagen in den Vertrag ein, sein Verwandtschaftsverhältnis zu Johann Wilhelm Hagen ist nicht überliefert. Bis Ostern 1788 blieb es auch bei der Miethöhe. Zusätzlich vereinbart wurde, dass der Mieter auch die Lasten militärischer Einquartierungen zu tragen hatte.
Am 11. Juli 1785 wies die Königlich Preußische Tobacks-Fabrique Direktion, unterzeichnet von den Gebrüdern Schwartz, die Kaufleute Brüderschaft darauf hin, dass in den von Hagen gemieteten Remisen und Böden vom Bäcker Lorenz, übermäßig Heu und Stroh gelagert würde, so dass im Hinblick auf die angrenzende Tabakfabrik eine zu hohe Brandgefahr bestünde.
Im 18. Jahrhundert wurden auf dem Grundstück zwei Häuser geführt, die zum Ende des 18. Jahrhunderts wieder vereinigt wurden.
1789 bestand der Plan, das Brauhaus in eine Niederlage umzuwandeln. Die Braugerätschaften wurden für 297 Taler und sieben Groschen veräußert. Der Betrag wurde auf 300 Taler aufgerundet und bei der Bank hinterlegt. Insgesamt waren für den Umbau 1200 Taler veranschlagt. Dem Mieter Hagen wurde zwischenzeitlich die Darre samt Bodenräumen als Niederlage überlassen. Die sparsame Kaufleute-Brüderschaft wies an, dass nach der Entfernung eines Schornsteins sich noch als brauchbar erweisende Ziegelsteine zur Pflasterung des Torweges zur Schulgasse genutzt werden sollten.

### Pläne zum Umbau in ein Schauspielhaus
Im Jahr 1794 bestanden unter dem präsidierenden Altermann Hieron. Christ. Harder Überlegungen das Gildehaus an das Mitglied Johann Georgy, von der Firma Johann Georgy & Co. zu veräußern, der ein Schauspielhaus bauen wollte. Der Bau eines Schauspielhauses galt als der Bedeutung der Stadt Magdeburg als Kaufmannsstadt angemessen. Hierfür sollte der gesamte hintere Teil des Anwesens genutzt werden. Mauern und Giebel hätten dabei weiter verwendet werden können. Davor sollte eine würdige Vorhalle entstehen. Georgy wollte alle auf dem Hof bis an das Darr- und Brauhaus stehenden Gebäude, so den Wagenschuppen, das Nebenhaus, die Niederlage, das Gartenhaus und die so vorhandenen Baumaterialien erhalten. Für den freien Durchgang durch das Haus Zum Lindwurm und den Hof samt der dortigen Gebäude war eine jährliche Zahlung in Höhe von 50 Reichstalern in Louisdor oder aber eine Kaufsumme von 1500 Talern, ebenfalls in Louisdor, vorgesehen. Nach diesem Plan wäre nur das Brau- und Darrhaus unbeeinträchtigt geblieben.
Der präsidierende Altermann lud die Mitglieder der Brüderschaft für den 14. Februar 1794 zur Beratung und Beschlussfassung über das Projekt. Georgy hatte seine Pläne zwischenzeitlich noch ausgeweitet, da er annahm mehr Platz zu benötigen. Er stellte in der Versammlung den Antrag, dass sowohl das Wohn- als auch das Brauhaus, Seiten- und Hinterhäuser, Garten, Keller und alles bauliche Zubehör für 6000 Taler in Friedrichsdor an ihn verkauft wird. Nicht inbegriffen sollten lediglich die Mobilien der Brüderschaft und der Mieter sein. Die von der Brüderschaft genutzte obere Etage sollte für 60 Taler in Gold an sie vermietet werden. Die bestehenden Mieter Hagen, der Ratmann Schmager und der Altermann Cuny sollten noch bis Michaelis im Haus wohnen bleiben dürfen bzw. sich mit Georgy auf seine Kosten zu einem vorherigen Auszug einigen. Georgy sollte die vertragliche Verpflichtung treffen, auf dem Grundstück ein Schauspielhaus zu errichten.
Die Brüderschaft war am Vertragsabschluss interessiert. Altermann Cuny widersprach jedoch deutlich. Er gab ein höheres Kaufgebot ab und verweigerte seine Unterschrift unter dem Vertrag. Die Versammlung ermächtigte jedoch den regierenden Altermann den Vertrag im Namen der Brüderschaft allein zu unterzeichnen. Allerdings erfolgte eine Beanstandung des Vertrags durch den Magistrat. Zur Gültigkeit wurde eine Unterschrift auch der Mittelaltermänner Cuny und Meyer verlangt. Außerdem wurde ein Nachweis verlangt, dass alle Mitglieder damit einverstanden seien, dass die Kaufsumme mit 3 % verzinst auf dem Hause stehen bleiben sollte. Darüber hinaus wurde eine Prüfung verlangt, ob nicht die Inanspruchnahme eines kleineren Teils des Grundstücks, wie ursprünglich beabsichtigt, genügen würde.
Die Kaufleute-Brüderschaft lehnte, auf Anraten Georgys, eine Verkleinerung der Fläche ab. Neben dem eigentlichen Schauspielhaus wurden auch Kleiderräume und eine Wohnung für den Schauspieldirektor benötigt. Außerdem wies man darauf hin, dass man schon länger überlege das baufällige Haus abzustoßen und ein neues zu erwerben. Den Einwänden des Magistrats konnte jeweils abgeholfen werden, nur die Unterschrift Cunys war nicht zu erhalten. Cuny erklärte sich jedoch bereit, sein Amt niederzulegen, um dem Projekt nicht weiter im Wege zu stehen. Das wiederum wollte die Brüderschaft vermeiden, da Cuny für sein Engagement sehr geschätzt wurde. Man trat daher an den Magistrat heran und bat darum, über den Mangel hinweg zu sehen und die alleinige Unterschrift Harders zu akzeptieren. Das lehnte der Rat der Stadt jedoch mit Bescheid vom 22. März 1794 ab. Vielmehr wurde darauf hingewiesen, dass die Mitglieder nicht Eigentümer seien, sondern als Verwalter des Vermögens der Korporation dafür Sorge zu tragen hätten, dass das Gebäude für seinen ursprünglichen Zweck erhalten würde. Außerdem seien die gesetzlichen Regelungen zu beachten, die erforderten, dass konkurrierende bessere Kaufangebote beachtet würden. Neben Cunys Angebot zur Zahlung von 6500 Talern lag ein weiteres Angebot in dieser Höhe von Wodick und weiteren Mitgliedern vor. Die Stadt wies auch darauf hin, dass kein Nachweis bestünde, dass die Kaufmannschaft ein anderes Gebäude zu einem angemessenen Preis erwerben könnte. Letztlich sei auch nicht sichergestellt, dass das Schauspielhaus dauerhaft für seinen Zweck genutzt würde. Eine solche Sicherheit bestünde nur, wenn die Brüderschaft das Schauspielhaus auf eigene Rechnung bauen würde. Das Projekt scheiterte und wurde nicht umgesetzt.
Der Mietvertrag mit Hagen wurde noch bis Ende 1800 fortgeführt. Einen kleinen Schuppen hinter dem Haus hatte von 1793 bis 1801 Altermann Cuny für fünf Reichstaler und einen großen Schuppen der Ratmann Schmager von 1795 bis 1801 für 15 Reichstaler gemietet. Als Mieter des Wohn- und Brauhauses folgte von Ostern 1801 bis Ostern 1813 der Weinhändler und Kaufmann Carl Schubert nach. Der Mietzins betrug 140 Taler in gutem vollgewichtigem Golde und musste jeweils zur Hälfte an Ostern und Michaelis gezahlt werden. Außerdem musste der Mieter die für Ausbesserungsarbeiten im Erdgeschoss und den Kellern entstandenen Kosten in Höhe von 896 Talern, 19 Groschen und 6 Pfennigen beim Einzug zahlen. Das obere Stockwerk mit großem Saal und Nebenräumen war wiederum ausgenommen. Am 23. April 1805 wurde der Vertrag bis Ostern 1820 verlängert. Hintergrund waren umfangreiche Umbauten mit Kosten in Höhe von 1008 Reichstalern, 18 Groschen und 6 Pfennigen, von denen die Brüderschaft 800 Reichstaler in Preußisch Kurant übernahm.

### Auflösung der Kaufleute-Brüderschaft
Das Gebäude Zum Lindwurm blieb bis zur Auflösung der Kaufleute-Brüderschaft im Jahr 1810 in deren Besitz. Nach der Entscheidung des Königreichs Westphalen zur Aufhebung der Innungen aus dem Jahr 1809 gingen dann letztlich alle Innungshäuser, so auch der Lindwurm, als Geschenk an die Stadt. Andere Angaben nennen für 1803 jedoch, wohl unrichtig, Karl Schuberts Söhne als Eigentümer. Die Stadt Magdeburg erkannte den bestehenden Mietvertrag an, der auf das Obergeschoss erweitert wurde, das nach Auflösung der Brüderschaft nicht mehr genutzt wurde. Die Miete wurde auf 170 Taler erhöht.
Ernste Probleme bereiteten häufige für das Gebäude angeordnete Einquartierungen, die oft 16 aber auch 24 Personen betrafen. Schubert beklagte, dass er seine Wohnung kaum nutzen konnte und mit neun Familienmitgliedern in einem dumpfen Loch hausen müsse. Eines seiner Kinder sei aufgrund der Verhältnisse verstorben. Seine Wohnstube habe er als Wachtstube bereithalten müssen. Auch der Hof und die Niederlage wurden militärisch genutzt, so dass er am Neuen Markt noch zusätzlich einen Keller anmietete. Die Schäden bezifferte Schubert auf wenigstens 1200 Taler, wobei er insbesondere auch die Schäden durch die in den ersten Tagen in den Lindwurm eingedrungenen sächsischen Kavallerie an Wein und Korn ansprach. Er verlangte einen Ersatz für die Schäden an der von ihm gemieteten öffentlichen Sache.
Aufgrund der Baufälligkeit des Anwesens beschloss der Municipalrat am 23. November 1812 einen Verkauf des Lindwurms. Der Mieter Schubert erklärte sich bereit es für 2500 Reichstaler zu kaufen. Der Unterpräfekt des Distriktes Magdeburg erteilte am 9. April 1813 dem Mäire der Stadt die Erlaubnis zum Verkauf. Zwei Sachverständige schätzten den Wert auf 10427 Fr. und 88 Cent. Der Verkauf erfolgte meistbietend öffentlich. Der für den 28. April 1813, 11.00 Uhr im Rathaus Magdeburg vorgesehene Verkaufstermin wurde drei Mal im Departementsblatt und einmal in der Magdeburgischen Zeitung als Bekanntmachung des Maires Nöldechen abgedruckt. Als einziger Interessent erschien der Mieter Carl Schubert, der sein Angebot wiederholte. Am 3. Mai 1813 genehmigte der Präfekt den Verkauf für 10427 Fr. und 88 Cent bzw. 2500 Reichstaler Gold und 7 Taler, 15 Groschen, 2 Pfennige Preußisch-Kurant.
Kurz nach dem Kauf machte der Geheime Justizrat Lorenz von Alemann einen auf dem Haus ruhenden Canon in Höhe von drei Talern jährlich für die Zeit ab 1812 geltend. Die Forderung wurde seit 1664 bezahlt und beruhte auf einem Kredit in Höhe von 80 Magdeburgischen Gulden. Die Johanniskirche machte darüber hinaus einen jährlichen Zahlungsanspruch in Höhe von 3 Talern und 18 Groschen geltend. Diese Forderung beruhte auf einem an die Johanniskirche zu zahlenden Grundzins. Nach längeren Verhandlungen wurde 1821 unter Vermittlung des Rats unter Leitung des Oberbürgermeisters August Wilhelm Francke zwischen den Parteien eine Verständigung herbeigeführt.
In der Zeit um 1823 gehörte das Haus der Weinhandlung Carl Schubert & Söhne. 1845 gehörte es einem Hoffmann und 1870 dem Kaufmann Hoffman. Bei der Neueinfügung von Ladengeschäften wurden im Erdgeschoss befindliche Fenster entfernt. Anfang der 1870er Jahre wurden am Flügel zur Schulstraße die alten Sandsteingewände an einigen Fenstern entfernt.
Am 20. September 1891 eröffnete im Haus das Damen- und Kinder-Konfektionsgeschäft Otto Klavehn, das sich auch in die benachbarten Gebäude Breiter Weg 142 und 143 erstreckte.

### Abriss und Neubau 1912

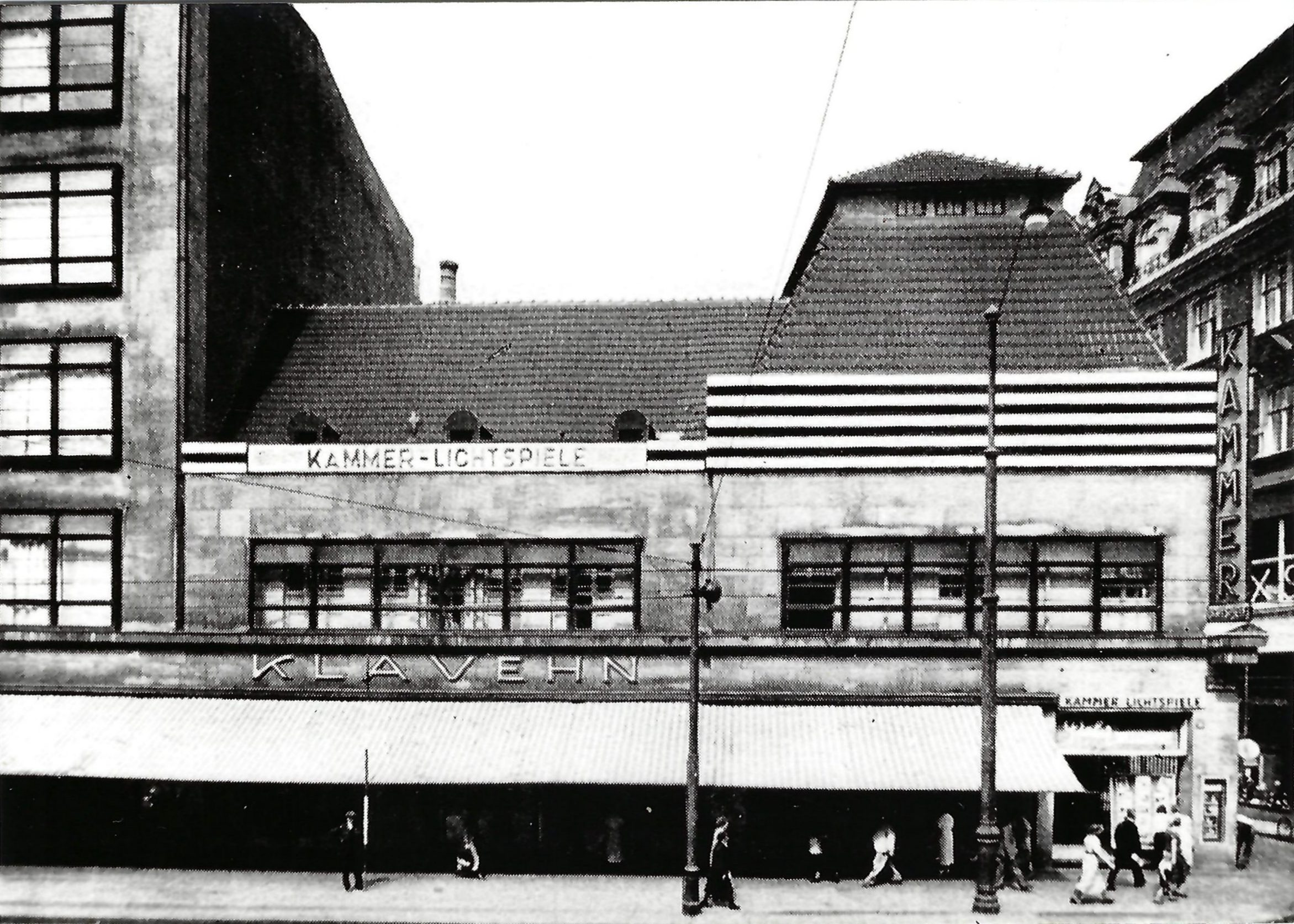
Kammer-Lichtspiele

1912 wurde das Haus Zum Lindwurm abgerissen und durch einen Neubau ersetzt. Zum Teil wird die Baumaßnahme als Umbau bezeichnet, der dann allerdings radikal gewesen wäre. Otto Klavehn verstarb am 25. April 1921. Eigentümer wurde sein Sohn, der Kaufmann und Rittergutsbesitzer Werner Klavehn. Er lebte zunächst im Breiten Weg 142/143, später in Geltow bei Potsdam. Er blieb zumindest bis 1944/1945 Eigentümer.
Das Haus Breiter Weg 141 wurde als Kino Kammerlichtspiele genutzt und war an die Kammer-Licht-Spiele GmbH, Nachfolger G. Mest vermietet. Das Kino hatte 1342 Plätze und war durch eine installierte Lichtorgel bekannt. Der Kinosaal erstreckte sich entlang der Großen Schulstraße nach Westen. Im Kino fanden mehrfach Umbauten statt. 1914 erhielt es einen ersten Rang. Weitere Umbauten wurden 1919 und 1927/1928 vorgenommen.
Der Neubau wurde im Zweiten Weltkrieg zerstört.

## Hausstein

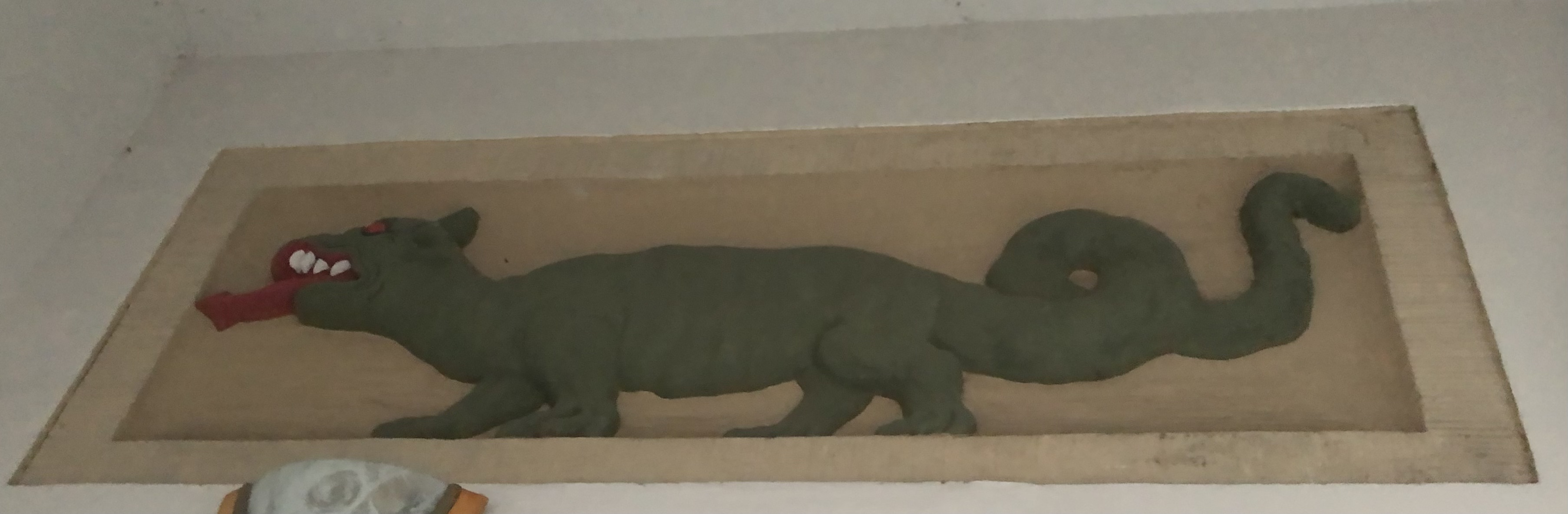
Hausstein mit Lindwurm an der Jean-Burger-Straße 18 im Jahr 2023

Der einen Lindwurm darstellende Hausstein blieb erhalten. Er war 1912 geborgen und zunächst eingelagert worden. 1928 wurde er an einer Villa des Justizrates Schulz in der Duvigneaustraße 18, der heutigen Jean-Burger-Straße 18, angebracht, wo er sich seit dem befindet. Im Jahr 2024 regte Stadtrat Olaf Meister eine denkmalrechtliche Unterschutzstellung als Kleindenkmal an. Tatsächlich ergab die daraufhin erfolgte Überprüfung einen Denkmalwert. Am 23. Mai 2024 erfolgte die Ausweisung als Kleindenkmal.

## Architektur

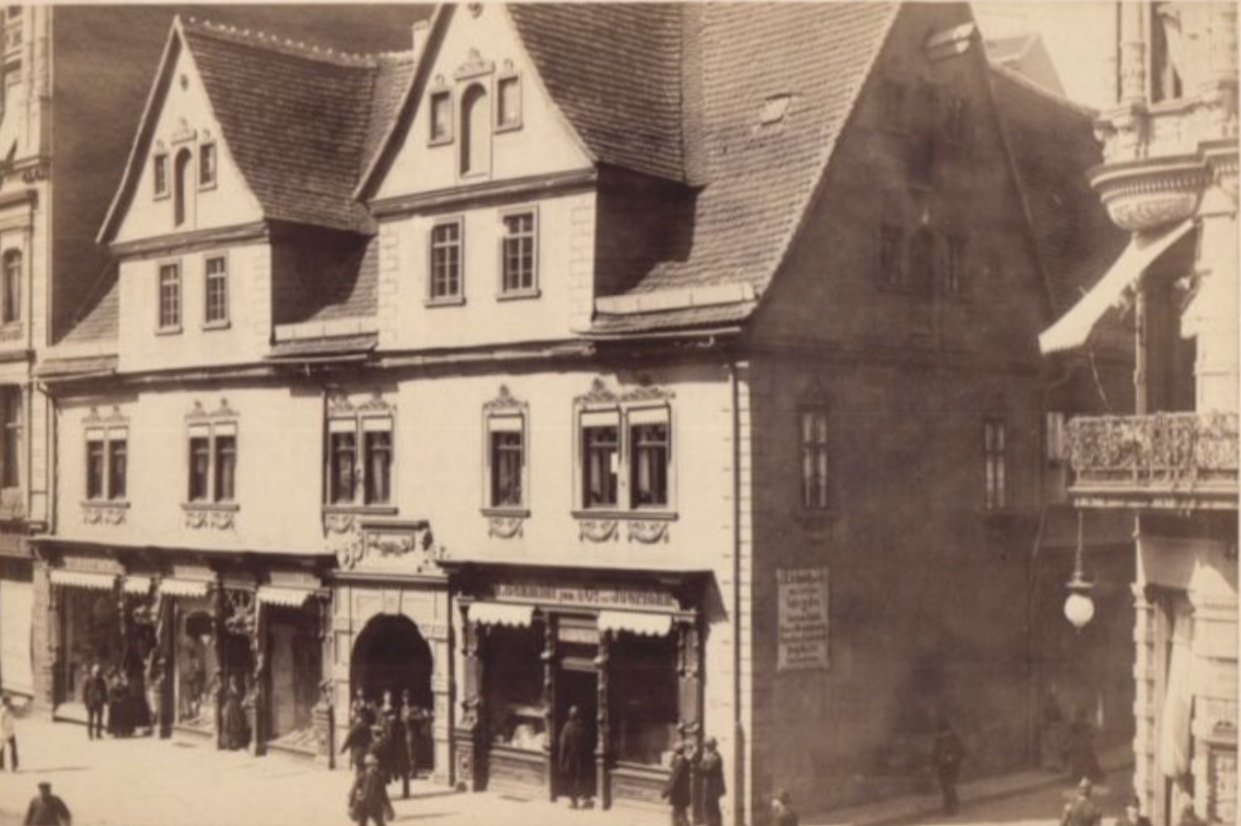
1891 oder früher

Das bis 1912 bestehende Gebäude war zweigeschossig, mit zwei zum Breiten Weg weisenden zweigeschossigen Zwerchhäusern in Fachwerkbauweise. Die äußere Gestaltung war einfach. Durch eine Absenkung der Brüstung wurden die Fensteröffnungen vergrößert, wobei jedoch die Fenstergewände erhalten geblieben und etwas nach unten verlängert worden waren. Im Erdgeschoss waren Ladengeschäfte eingefügt. Das Dachgesims war in Holz ausgeführt.
Am nach Norden zur Schulstraße weisenden Giebel befand sich eine Zugvorrichtung, mit der eine im Dachgeschoss befindliche Ladeluke erreicht werden konnte. Zum Breiten Weg hin befand sich ein repräsentativ mit facettierten Quadern gestaltetes Portal, über dem sich der Hausstein mit dem Lindwurm befand. Der Aufsatz mit dem Hausstein wurde beiderseits von Voluten flankiert, die mit einer perlenartigen Kerbung versehen waren.
Der 1912 errichtete Bau war ebenfalls zweigeschossig. Auf der rechten Seite, an der Ecke zur Schulstraße hin, befand sich ein angedeuteter, mit einem Mansarddach bedeckter Eckturm. 1928 erfolgte eine grundlegende Veränderung der Fassade, die nun mit Fensterbändern versehen war und an die moderne Gestaltung des Neuen Bauens erinnerte.

## Sage
Mit Bezug auf den ungewöhnlichen, einen Lindwurm zeigenden Hausstein, besteht die Sage Rothensee und der Lindwurm. Danach befand sich an der Stelle des Hauses Zum Lindwurm ursprünglich eine große Burg, auf der der Graf Wilderer von Wildburg der vom Kaiser eingesetzte Burgherr war und die Stadt beschützen sollte. Seine und seiner Frau Kunigundes Tochter Bertha war für ihre Schönheit und Sanftmut bekannt. Viele Ritter warben um ihre Hand. Darunter auch der grobe Raubritter Wolf von Rüdenstein. Er verliebte sich unsterblich in Bertha, wurde jedoch von ihr zurückgewiesen. Er lebte auf einer kürzlich erst von ihm bezogenen, versteckten Burg nördlich von Magdeburg. Unweit seiner Burg lagerte Fahrendes Volk, das ihm Kontakt zu einem mächtigen Zauberer vermittelte, an den er sich wandte, um doch noch Berthas Gunst zu erreichen. Wolf von Rüdenstein ließ Bertha aus dem Garten an der Nordseite der Burg ihres Vaters entführen und auf seine Burg bringen. Der Zauberer sandte ihm einen gefährlichen siebenköpfigen Lindwurm, der alle Versuche zur Befreiung Berthas verhindern sollte. Der Zauber würde aber nur drei Monate wirken, bis dahin müsste Wolf Berthas Gunst erlangt haben. Bertha verweigerte sich aber beständig, obwohl Befreiungsversuche ihres Vaters durch den Lindwurm vereitelt wurden. Von einem alten Magdeburger Geistlichen erhielt der Vater den Rat, dass sich der Lindwurm durch einen tugendhaften Ritter, der am Grab des Erlösers gebetet hat, getötet werden könne. Tatsächlich erschien bald darauf Ritter Georg von Ingenheim, auf den die Beschreibung passte, auf der Burg des Vaters. Ihm wurde die Hand Berthas versprochen, so er sie denn befreite. Tatsächlich gelang es ihm den Lindwurm zu töten und die Burg des Raubritters einzunehmen. Aus dem Blut des Lindwurms bildete sich ein roter See, von dem das an der Stelle der zerstörten Raubritterburg gegründete Dorf Rothensee seinen Namen hat. Georg und Bertha heirateten und lebten auf der väterlichen Burg. Graf Wilderer von Wildburg ließ zur Erinnerung an die Heldentat über dem Burgtor eine steinerne Abbildung eines Lindwurms anbringen. Georg errichtete nach dem Tod des Grafen an der Stelle der Burg ein großes Haus, an das er den Stein mit dem Lindwurm anbrachte. Es folgte, inzwischen lag das Anwesen innerhalb der erweiterten Stadtmauern, über Generationen hinweg immer wieder neue Häuser, die jedoch jeweils den alten Stein wieder oberhalb ihrer Tür verwendeten. Georg von Ingenheim sei später auch Burggraf der Stadt Magdeburg gewesen, wo er am Alten Markt residierte. Sein dortiges Haus habe er mit einem Steinbild verziert, dass ihn beim Kampf mit dem Lindwurm zeigt.

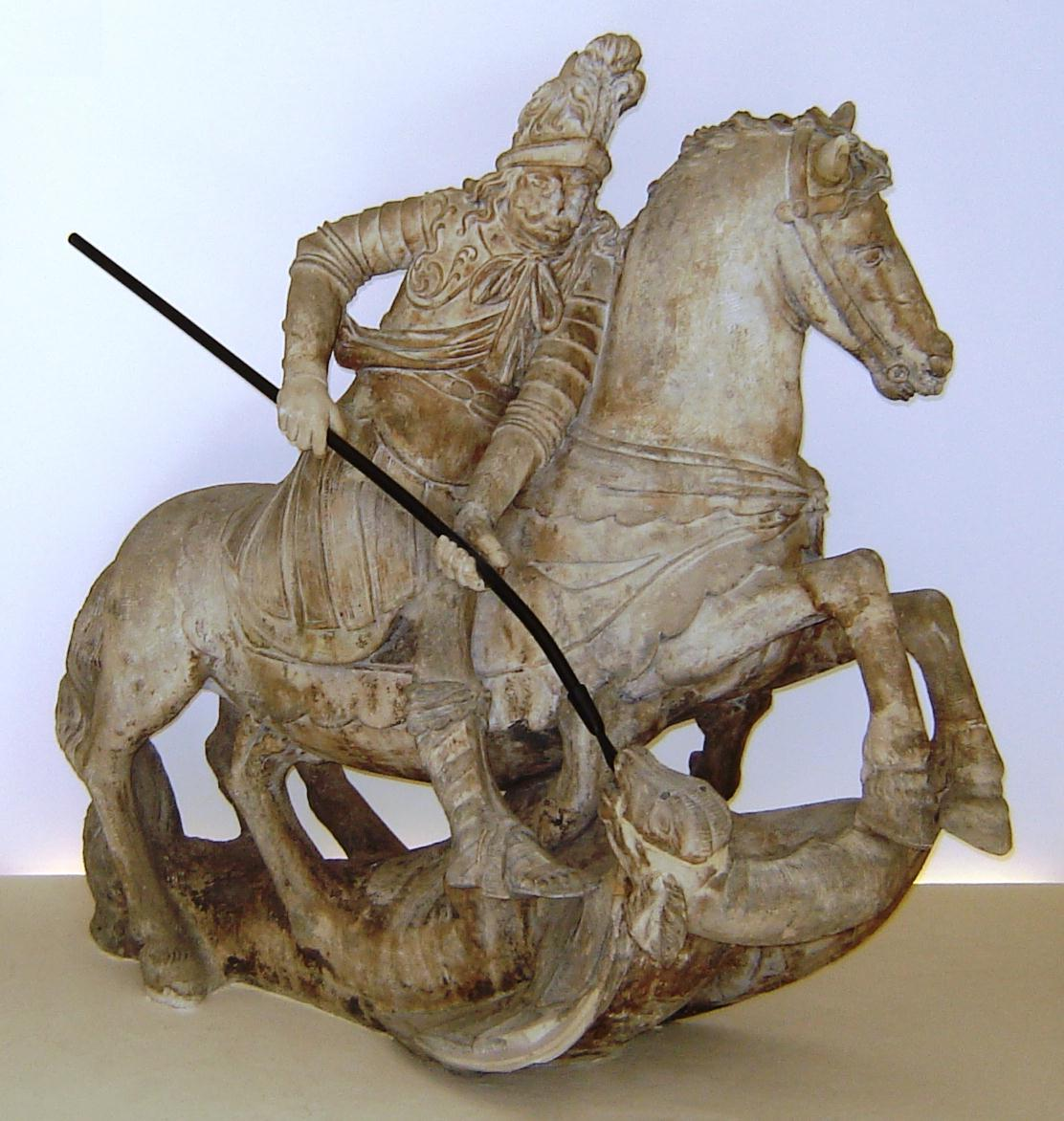
Statue des mit dem Drachen kämpfenden Heiligen Georgs in der Industrie- und Handelskammer

Die den Ortsnamen des heutigen Magdeburger Stadtteils Rothensee erklärende Sage, ist in der Region Magdeburg recht populär. Mit Bezug auf die Sage wurde, markant auf einer Fußgängerbrücke über den Magdeburger Ring, eine große Skulptur eines Lindwurms installiert. Soweit die Sage durch den Hausstein inspiriert sein sollte, ginge diese Skulptur letztlich auf den Hausstein des Hauses Zum Lindwurm zurück. Das erwähnte Steinbild des kämpfenden Georgs befand sich an der Magdeburger Börse auf dem Alten Markt und befindet sich heute im Gebäude der Industrie- und Handelskammer Magdeburg.